# Lyciens
Lyciens est le nom de divers peuples qui ont vécu, à des époques différentes, en Lycie, une zone géopolitique d'Anatolie (également connue sous le nom d'Asie Mineure).

## Histoire
Les premiers habitants connus de la région sont les Solymoi (ou Solymi), également connus sous le nom de Solymiens, qui parlent peut-être une langue sémitique.  Plus tard dans la préhistoire, un autre peuple, connu sous le nom de Milyadiens (ou Milyens) migre vers la même région ; ils parlent une langue anatolienne (indo-européenne) connue sous le nom de Milyen et la région est connue sous le nom de Milyade.
Selon Hérodote, la Milyade est par la suite colonisée par un peuple originaire de Crète, dont l'endonyme est trm̃mili – la forme hellénisée de ce nom est Termiles (Τερμίλαι). Sous le commandement d'un chef nommé Sarpedon, les Termiles seraient chassés de Crète (selon Hérodote) par Minos et installés dans une grande partie de la Milyade. Par la suite, les Milyens se sont concentrés de plus en plus dans les montagnes voisines, tandis que les Termiles sont restés un peuple maritime. La zone occupée par les Termiles devient progressivement connue d'eux sous le nom de trm̃mis.
Les sources grecques apellent trm̃mis Lykia (en latin : Lycie). La raison en est, selon la mythologie grecque, qu'un aristocrate athénien nommé Lykos (Lycus) et ses partisans se sont installés à trm̃mis, après avoir été exilés d'Athènes. Le territoire est connue des Grecs sous le nom de Lukia (plus tard Lykia ; Latin Lycia) et ses habitants sont appelés Lukiae (plus tard Lykiae ; Latin Lyciani). Cependant, trm̃mili reste leur endonyme.
À partir des Ve ou IVe siècles avant notre ère, la Lycie subit de plus en plus d'influences sociales et politiques grecques. La langue lycienne s'éteint et est remplacée par le grec ancien, vers 200 av. J.-C.
Photios I de Constantinople écrit que Théopompe dans l'un de ses livres mentionne comment les Lyciens, sous le commandement de leur roi Périclès se sont battus contre Telmessos en réussissant à les enfermer dans leurs murs et les forcer à négocier.
Pendant la période d'Alexandre le Grand, Néarque est nommé vice - roi de Lycie et des terres qui lui sont adjacentes jusqu'au mont Taurus. 
Les érudits classiques ultérieurs offrent des récits différents et parfois manifestement erronés des Lyciens. Strabon distingue les « Lyciens troyens » des Termiles mentionnés par Hérodote,. Cicéron déclare catégoriquement que les Lyciens sont une tribu grecque,.

## Culture

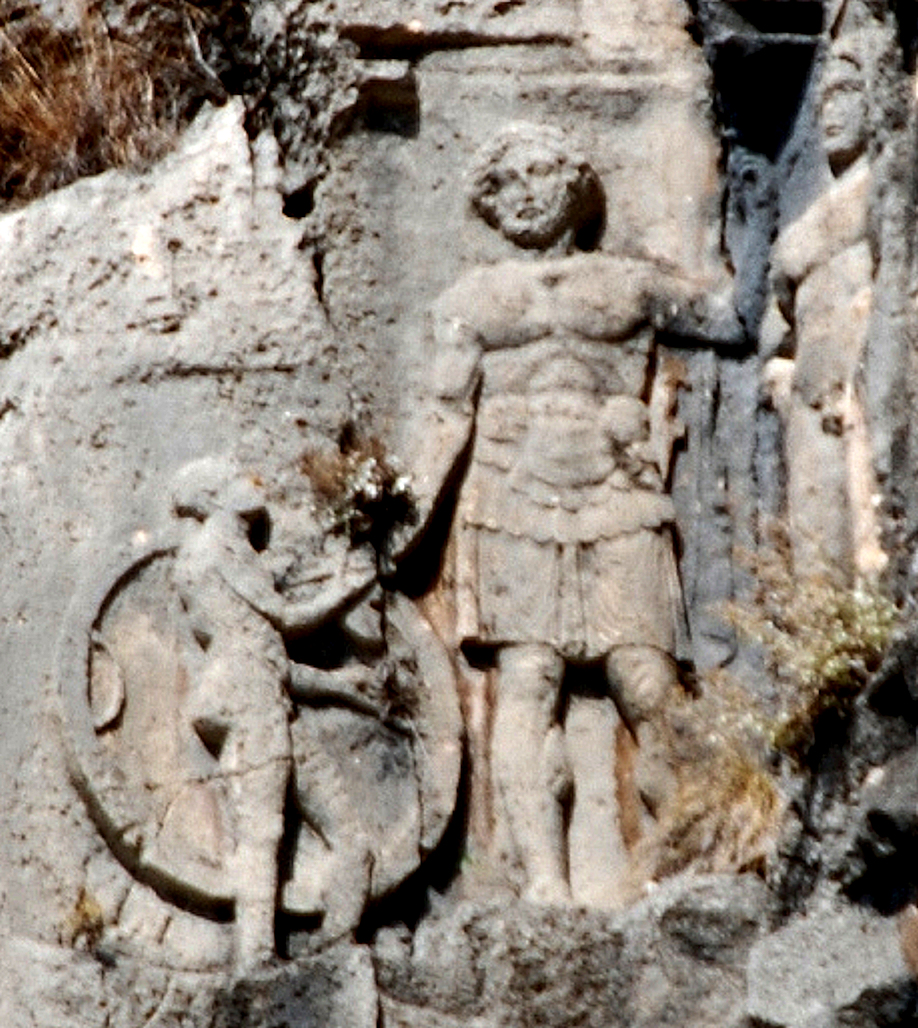
Relief d'une tombe lycienne à Myre, IVe siècle av. J.-C.

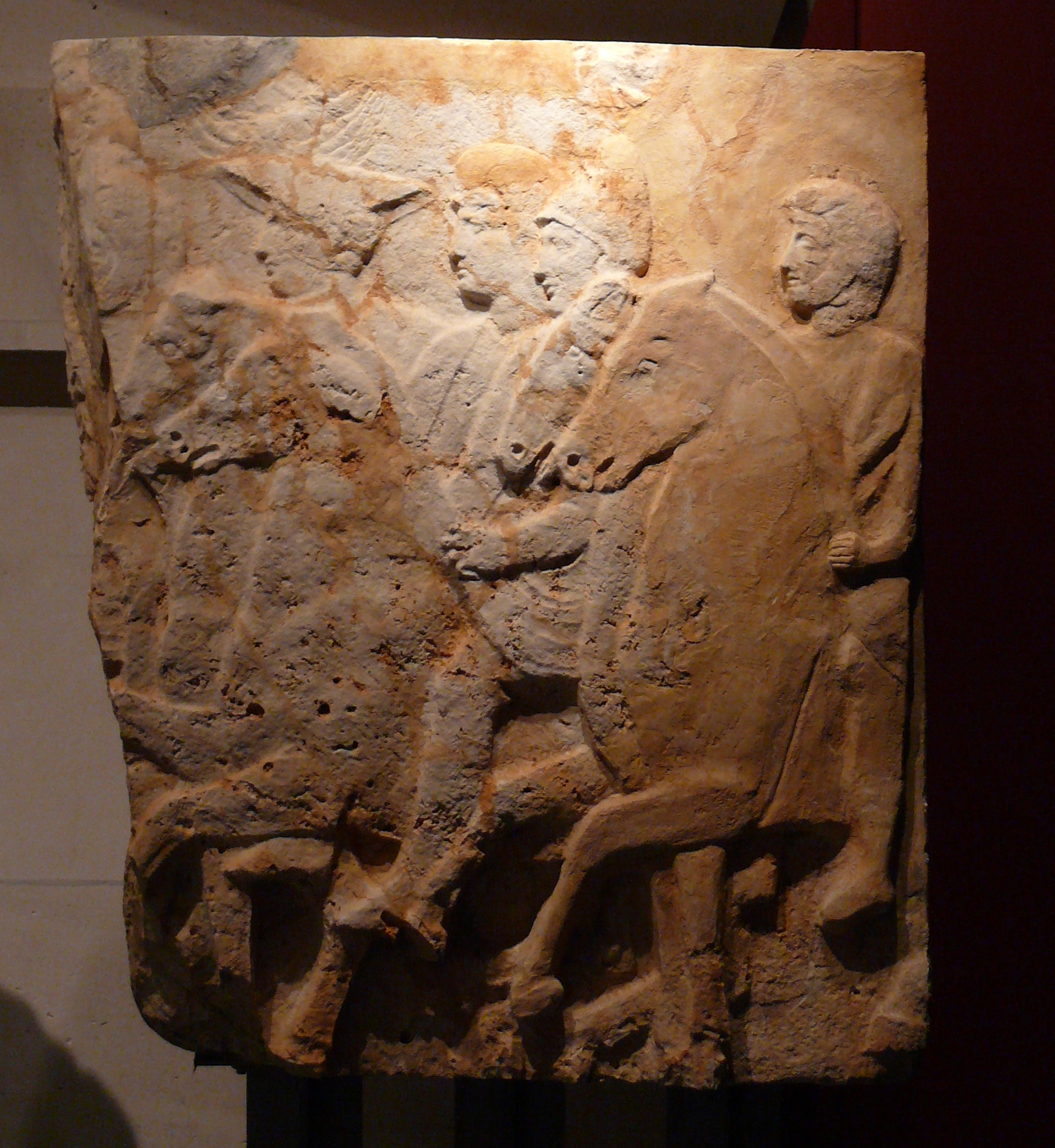
Cavaliers, sur la tombe de Périclès, dernier souverain lycien.

Selon Hérodote, la culture et les coutumes des Lyciens ressemblaient à un hybride de la culture crétoise (comme celle des Termiles) et celle des Cariens voisins (les Cariens parlent une langue anatolienne et on pourrait en déduire qu'ils sont étroitement liés culturellement aux Milyens). Par exemple, Hérodote mentionne une coutume unique, selon laquelle les mâles lyciens se nomment "d'après leurs mères" et mettent l'accent sur les "ascendantes féminines de leur mère".  Ce passage est habituellement compris comme signifiant que les Lyciens avaient certaines caractéristiques d'une société matrilinéaire.
Dans la culture grecque, la Lycie (comme Délos et Delphes) est sacrée pour Apollon, également connu sous le nom de Lycien, Délien et Pythique (Delphes),. Dans les Hymnes homériques, Apollon est mentionné comme le seigneur de Lycie: "O Seigneur, la Lycie est à toi avec la belle Lydie et Milet, charmante ville au bord de la mer, mais sur Délos ondulant, tu règnes grandement sur toi-même".Bacchylide dans ses Odes épiniciennes, appelle Apollon "seigneur des Lyciens". Pindare dans ses Odes pythiques, appelle Apollon le "seigneur de la Lycie et de Délos, toi qui aimes la source castalienne du Parnasse ". Dans l'œuvre d'Aristophane Les Chevaliers, à un moment donné, Cléon appelle Apollon le dieu de la Lycie. Semos le Délien écrit : "Certains disent que la naissance d'Apollon a eu lieu en Lycie, d'autres Délos, d'autres Zoster en Attique, d'autres Tegyre en Béotie". 
Le géographe du IIe siècle de notre ère, Pausanias écrit que les Lyciens de Patara exhibent un bol en bronze dans leur temple d'Apollon, disant que Télèphe l'a consacré et qu'Héphaïstos l'a fabriqué. En outre, Pausanias écrit également que le poète lycien Olen compose certains des plus anciens hymnes grecs. Clément d'Alexandrie écrit que les statues de Zeus et d'Apollon, ainsi que les lions qui les accompagnent, sont créés par Phidias.  Solin écrit quant à lui que les Lyciens ont consacré une ville à Héphaïstos appelée Héphaïstia.

## Archéologie
Tout au long des années 1950, P. Demargne et H. Metzger explorent méticuleusement le site de Xanthos en Lycie, qui comprend une acropole. Metzger rapporte la découverte de poteries géométriques datant de l'occupation de la citadelle au VIIIe siècle avant notre ère. JM Cook conclut que ces découvertes constituent la première forme de culture matérielle en Lycie puisque la région est peut-être inhabitée tout au long de la préhistoire. Les Lyciens sont peut-être finalement des colons nomades qui ne sont descendus dans les régions du sud-ouest de l'Asie Mineure qu'au VIIIe siècle avant notre ère.